# Nàmaste

Una ballarina fa el gest nàmaste (2006)

Nàmaste (en idioma hindi i en sànscrit: नमस्ते) (en català: ‘m'inclino davant teu’) és una expressió de salutació de l'Àsia del sud originària de l'Índia. S'utilitza tant per a dir «hola» com «adéu» en català.
Normalment s'acompanya d'una lleugera inclinació del cap, el nàmaste es fa amb els palmells de les mans obertes i unides entre si per sota de la barbeta.

## Etimologia
Prové del sànscrit nàmas: ‘reverència, adoració’, i te (datiu del pronom personal tuám: ‘tu, vostè’): ‘a tu, a vostè’.

Segons alguns autors, el terme namas es pot dividir alhora —seguint les regles del sandhi (divisió de les paraules)— en na: ‘no’, i ma: ‘meu’. Implicaria l'absència del concepte de propietat (això no és meu).

## Namaskar
També existeix el terme namaskar, que significa ‘fer una salutació’ o ‘fer reverència’ (sent namas ‘reverència’ i krí ‘fer’).

## Origen
Nàmaste s'utilitza sovint en el context de les pràctiques de ioga com a salutació de trobada i de comiat, generalment emprat com a expressió de bons desigs. Sovint es considera erròniament que és una salutació exclusiva entre els ioguis. S'utilitza a tot Àsia del sud, sobretot en el context de les cultures budistes, particularment per adreçar-se a un superior.
Nàmaste és una paraula de l'idioma hindi, i és d'ús generalitzat al nord de l'Índia on l'hindi i els seus dialectes són les llengües predominants.

## El gest i el seu simbolisme
Al pronunciar nàmaste s'acosten les palmes d'ambdues mans obertes fins a ajuntar-se, normalment sobre el pit, a sota de la barbeta, però també es pot fer sota el nas o sobre el cap.
Aquest, com qualsevol altre gest, es considera un mudra (‘gest’ o posició simbòlica de les mans a les religions orientals).

### Connotacions religioses de la postura
En l'hinduisme la palma dreta representa els peus de Déu i la palma esquerra representa el cap del devot.
En altres contextos la persona que fa el gest d'unir ambdues mans elimina les diferències amb la persona a la que fa la referència i es connecta amb ella. La mà dreta representa la naturalesa més alta, l'espiritual, mentre que l'esquerra representa l'ego humà.
La inclinació del cap és un signe de respecte.

### Al Japó
En la cultura japonesa el mateix gest amb les mans (amb una reverència més inclinada), s'anomena gassho.